# Peter Goalby
Peter Goalby (Wolverhampton, 13 luglio 1950) è un cantante britannico.
È famoso per la sua militanza negli Uriah Heep e nei Trapeze.

## Discografia

### Solista
- 1975 - Ain't it Funny with Shirt on a Loser
- 1976 - You are Day, You are Night
- 1990 - Peter Goalby
- 2021 - Easy With The Heartaches

### Con i Fable
- 1973 - Fable

### Con i Trapeze
- 1979 - Hold On
- 1980 - Live in Texas: Dead Armadillos

### Con gli Uriah Heep
- 1982 - Abominog
- 1983 - Head First
- 1985 - Equator